# Вовчик (Сумская область)
Вовчик (укр. Вовчик) — село, Казацкий сельский совет, Конотопский район, Сумская область, Украина.
Код КОАТУУ — 5922083802. Население по переписи 2001 года составляло 19 человек.

## Географическое положение
Село Вовчик находится в большом лесном массиве (дуб, осина), недалеко от истоков реки Канава Новая Косова. Около села много ирригационных каналов. Через село проходит автомобильная дорога Т-1907.

## Происхождение названия
В некоторых документах село называют Волчик.